# Élie G. Humbert
Pour les articles homonymes, voir Humbert.
Élie Georges Humbert, né le 22 septembre 1925 à Sedan et mort le 15 septembre 1990 à Paris est un psychologue et universitaire jungien français. Son état civil de naissance est Georges Marie Humbert.

## Biographie
Élie G. Humbert est un psychologue analytique jungien, membre de la Société française de psychologie analytique - Association internationale de psychologie analytique, fondateur et rédacteur en chef des Cahiers Jungiens de psychanalyse, ancien président de la Société française de psychologie analytique et enseignant à l'université de Paris-VII

### Rencontre avec Jung et engagement jungien
Élie Humbert appartient à l’ordre des Carmes déchaussés, lorsqu’un questionnement sur sa vocation le conduit, en 1957, à Zürich,  Il y travaille avec Carl Gustav Jung, déjà âgé, jusqu'en 1960, ainsi qu’avec Marie-Louise von Franz.
De retour à Paris, Élie Humbert débute une pratique analytique et quitte son ordre au terme d’un engagement d'une dizaine d’années.

### Activités éditoriales
En 1974, il participe au lancement des Cahiers de psychologie jungienne (futurs Cahiers jungiens de psychanalyse) dont il est le premier rédacteur en chef.
En 1979, il est invité à intervenir au Colloque de Cordoue organisé par France Culture.

## Publications
- Élie Georges Humbert, Jung, Paris, Éditions Universitaires, 1983  (ISBN 2-7113-0226-1) ; réédité avec une préface de Ch. Gaillard, Paris, Hachette Littératures, 2004  (ISBN 2-01-279201-4) ; réédité avec une préface de F. Serina, Paris, La Compagnie du Livre Rouge, Imago, 2022  (ISBN 978-2-38089-060-0)
- Élie Georges Humbert, Écrits sur Jung : Jung et l'inconscient, Paris, Retz, 1993  (ISBN 2-7256-1544-5)
- Élie Georges Humbert, L'Homme aux prises avec l'inconscient, Paris, Albin Michel, 1994 (ISBN 978-2-226-07497-3)
- Élie Georges Humbert, La dimension d'aimer : six conférences, 1983-85, Paris, Cahiers jungiens de psychanalyse, 1994, 138 p. (ISBN 978-2-9508267-0-1)